# LA Tennis Open 2009 - Qualificazioni singolare
Le qualificazioni del singolare  del LA Tennis Open 2009 sono state un torneo di tennis preliminare per accedere alla fase finale della manifestazione. I vincitori dell'ultimo turno sono entrati di diritto nel tabellone principale. In caso di ritiro di uno o più giocatori aventi diritto a questi sono subentrati i lucky loser, ossia i giocatori che hanno perso nell'ultimo turno ma che avevano una classifica più alta rispetto agli altri partecipanti che avevano comunque perso nel turno finale.
Le qualificazioni del torneo LA Tennis Open  2009 prevedevano 32 partecipanti di cui 4 sono entrati nel tabellone principale.

## Teste di serie
1. Josselin Ouanna (Qualificato)
2. Somdev Devvarman (Qualificato)
3. Santiago Giraldo (primo turno)
4. Donald Young (ultimo turno)

1. Alex Bogomolov Jr. (ultimo turno)
2. Ryan Sweeting (Qualificato)
3. Gō Soeda (secondo turno)
4. Alejandro Falla (primo turno)

## Qualificati
1. Josselin Ouanna
2. Somdev Devvarman

1. Ryan Sweeting
2. Carsten Ball

## Tabellone

### Legenda
| - Q = Qualificato - WC = Wild card - LL = Lucky loser | - ALT = Alternate - SE = Special Exempt - PR = Protected Ranking | - w/o = Walkover - r = Ritirato - d = Squalificato |

### Sezione 1
|  | Primo turno   | Primo turno          | Primo turno          | Primo turno | Primo turno |  |  | Secondo turno | Secondo turno   | Secondo turno   | Secondo turno | Secondo turno |   |   | Ultimo turno | Ultimo turno    | Ultimo turno    | Ultimo turno | Ultimo turno |  |
|  |               |                      |                      |             |             |  |  |               |                 |                 |               |               |   |   |              |                 |                 |              |              |  |
|  | 1             | Josselin Ouanna      | Josselin Ouanna      | 6           | 6           |  |  |               |                 |                 |               |               |   |   |              |                 |                 |              |              |  |
|  |               | Sébastien de Chaunac | Sébastien de Chaunac | 4           | 4           |  |  | 1             | Josselin Ouanna | Josselin Ouanna | 6             | 6             |   |   |              |                 |                 |              |              |  |
|  | Robert Khoury | Robert Khoury        | Robert Khoury        | 6           | 6           |  |  |               | Robert Khoury   | Robert Khoury   | 2             | 1             |   |   |              |                 |                 |              |              |  |
|  | Zac Tsai      | Zac Tsai             | Zac Tsai             | 2           | 4           |  |  |               |                 |                 |               |               |   |   | 1            | Josselin Ouanna | Josselin Ouanna | 6            | 6            |  |
|  | Cecil Mamiit  | Cecil Mamiit         | Cecil Mamiit         | 6           | 6           |  |  |               |                 |                 | Dušan Vemić   | Dušan Vemić   | 3 | 2 |              |                 |                 |              |              |  |
|  | Phillip King  | Phillip King         | Phillip King         | 4           | 4           |  |  | Cecil Mamiit  | Cecil Mamiit    | 7               | 64            | 65            |   |   |              |                 |                 |              |              |  |
|  |               | Dušan Vemić          | Dušan Vemić          | 6           | 6           |  |  | Dušan Vemić   | Dušan Vemić     | 5               | 7             | 7             |   |   |              |                 |                 |              |              |  |
|  | 8             | Alejandro Falla      | Alejandro Falla      | 4           | 3           |  |  |               |                 |                 |               |               |   |   |              |                 |                 |              |              |  |

### Sezione 2
|  | Primo turno   | Primo turno        | Primo turno      | Primo turno | Primo turno |  |  | Secondo turno | Secondo turno      | Secondo turno      | Secondo turno      | Secondo turno      |   |   | Ultimo turno | Ultimo turno     | Ultimo turno     | Ultimo turno | Ultimo turno |  |
|  |               |                    |                  |             |             |  |  |               |                    |                    |                    |                    |   |   |              |                  |                  |              |              |  |
|  | 2             | Somdev Devvarman   | Somdev Devvarman | 6           | 6           |  |  |               |                    |                    |                    |                    |   |   |              |                  |                  |              |              |  |
|  |               | Andrea Stoppini    | Andrea Stoppini  | 1           | 2           |  |  | 2             | Somdev Devvarman   | Somdev Devvarman   | 6                  | 7                  |   |   |              |                  |                  |              |              |  |
|  | Luka Gregorc  | Luka Gregorc       | Luka Gregorc     | 7           | 6           |  |  |               | Luka Gregorc       | Luka Gregorc       | 1                  | 6(1)               |   |   |              |                  |                  |              |              |  |
|  | Nima Roshan   | Nima Roshan        | Nima Roshan      | 5           | 4           |  |  |               |                    |                    |                    |                    |   |   | 2            | Somdev Devvarman | Somdev Devvarman | 7            | 6            |  |
|  | James Ludlow  | James Ludlow       | James Ludlow     | 7           | 6           |  |  |               |                    | 5                  | Alex Bogomolov Jr. | Alex Bogomolov Jr. | 5 | 2 |              |                  |                  |              |              |  |
|  | Jared Drucker | Jared Drucker      | Jared Drucker    | 5           | 2           |  |  |               | James Ludlow       | James Ludlow       | 1                  | 1                  |   |   |              |                  |                  |              |              |  |
|  | 5             | Alex Bogomolov Jr. | 6                | 3           | 6           |  |  | 5             | Alex Bogomolov Jr. | Alex Bogomolov Jr. | 6                  | 6                  |   |   |              |                  |                  |              |              |  |
|  |               | Devin Britton      | 4                | 6           | 4           |  |  |               |                    |                    |                    |                    |   |   |              |                  |                  |              |              |  |

### Sezione 3
|  | Primo turno    | Primo turno      | Primo turno     | Primo turno | Primo turno |  |  | Secondo turno    | Secondo turno    | Secondo turno    | Secondo turno | Secondo turno |   |   | Ultimo turno | Ultimo turno     | Ultimo turno     | Ultimo turno | Ultimo turno |  |
|  |                |                  |                 |             |             |  |  |                  |                  |                  |               |               |   |   |              |                  |                  |              |              |  |
|  |                | Prakash Amritraj | 7               | 3           | 6           |  |  |                  |                  |                  |               |               |   |   |              |                  |                  |              |              |  |
|  | 3              | Santiago Giraldo | 65              | 6           | 4           |  |  | Prakash Amritraj | Prakash Amritraj | Prakash Amritraj | 6             | 7             |   |   |              |                  |                  |              |              |  |
|  | Frank Moser    | Frank Moser      | Frank Moser     | 7           | 6           |  |  | Frank Moser      | Frank Moser      | Frank Moser      | 0             | 63            |   |   |              |                  |                  |              |              |  |
|  | Gary Sacks     | Gary Sacks       | Gary Sacks      | 6           | 1           |  |  |                  |                  |                  |               |               |   |   |              | Prakash Amritraj | Prakash Amritraj | 5            | 6(0)         |  |
|  | Steve Johnson  | Steve Johnson    | 65              | 6           | 6           |  |  |                  |                  | 6                | Ryan Sweeting | Ryan Sweeting | 7 | 7 |              |                  |                  |              |              |  |
|  | J. T. Sundling | J. T. Sundling   | 7               | 4           | 2           |  |  |                  | Steve Johnson    | Steve Johnson    | 2             | 1             |   |   |              |                  |                  |              |              |  |
|  | 6              | Ryan Sweeting    | Ryan Sweeting   | 6           | 6           |  |  | 6                | Ryan Sweeting    | Ryan Sweeting    | 6             | 6             |   |   |              |                  |                  |              |              |  |
|  |                | Richard Johnson  | Richard Johnson | 2           | 1           |  |  |                  |                  |                  |               |               |   |   |              |                  |                  |              |              |  |

### Sezione 4
|  | Primo turno      | Primo turno          | Primo turno      | Primo turno | Primo turno |  |  | Secondo turno | Secondo turno    | Secondo turno    | Secondo turno | Secondo turno |   |   | Ultimo turno | Ultimo turno | Ultimo turno | Ultimo turno | Ultimo turno |  |
|  |                  |                      |                  |             |             |  |  |               |                  |                  |               |               |   |   |              |              |              |              |              |  |
|  | 4                | Donald Young         | 6                | 4           | 6           |  |  |               |                  |                  |               |               |   |   |              |              |              |              |              |  |
|  |                  | Antonio Ruiz-Rosales | 1                | 6           | 3           |  |  | 4             | Donald Young     | Donald Young     | 6             | 6             |   |   |              |              |              |              |              |  |
|  | Thomas Liversage | Thomas Liversage     | Thomas Liversage | 6           | 6           |  |  |               | Thomas Liversage | Thomas Liversage | 2             | 3             |   |   |              |              |              |              |              |  |
|  | Austin Karosi    | Austin Karosi        | Austin Karosi    | 2           | 4           |  |  |               |                  |                  |               |               |   |   | 4            | Donald Young | Donald Young | 3            | 0            |  |
|  | Carsten Ball     | Carsten Ball         | Carsten Ball     | 6           | 6           |  |  |               |                  |                  | Carsten Ball  | Carsten Ball  | 6 | 6 |              |              |              |              |              |  |
|  | Daniel Yoo       | Daniel Yoo           | Daniel Yoo       | 2           | 4           |  |  |               | Carsten Ball     | Carsten Ball     | 6             | 6             |   |   |              |              |              |              |              |  |
|  | 7                | Gō Soeda             | Gō Soeda         | 6           | 6           |  |  | 7             | Gō Soeda         | Gō Soeda         | 4             | 4             |   |   |              |              |              |              |              |  |
|  |                  | Geoffrey Gehrke      | Geoffrey Gehrke  | 0           | 0           |  |  |               |                  |                  |               |               |   |   |              |              |              |              |              |  |